# 肯德基爺爺詛咒

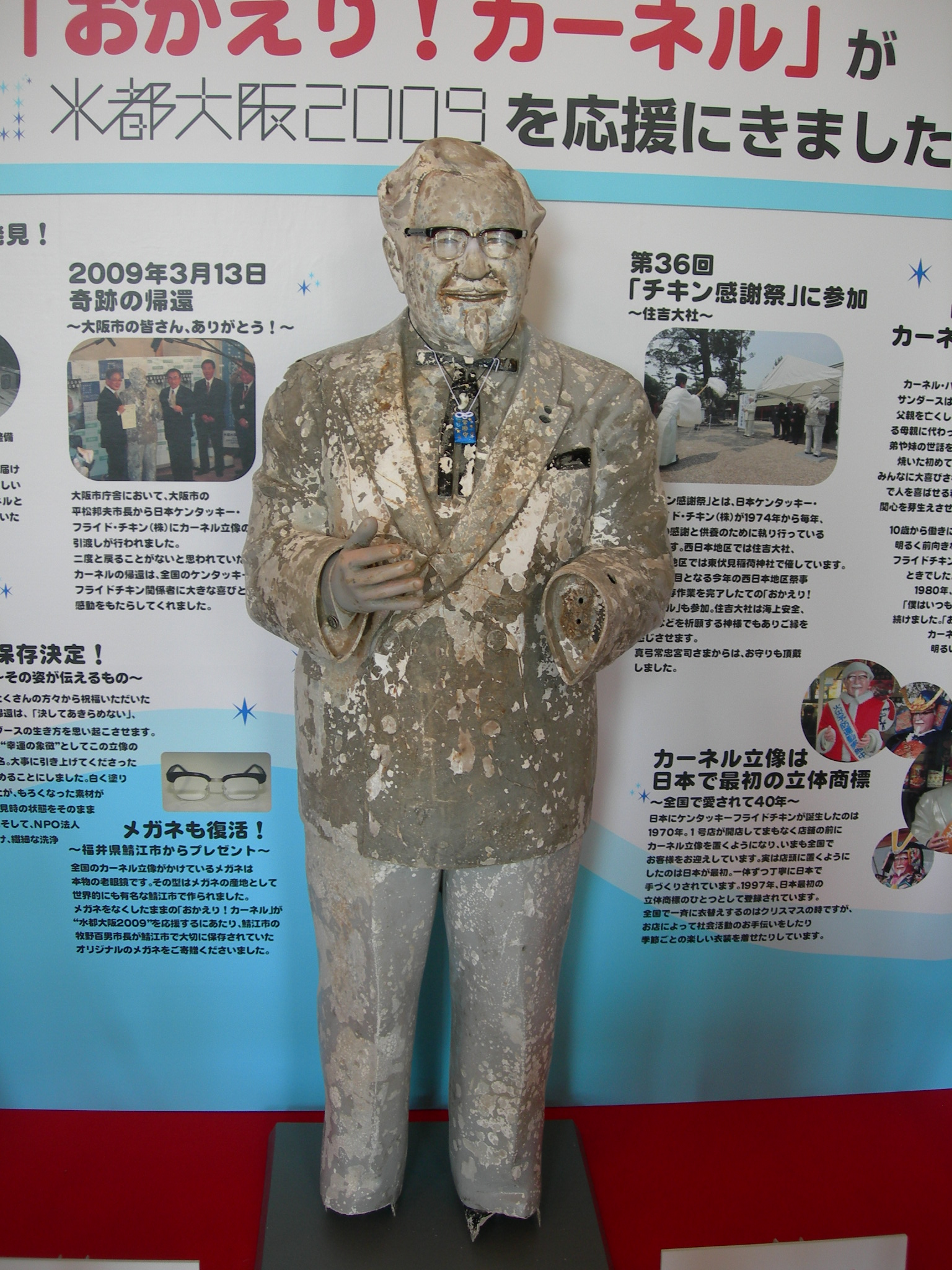
1985年被投進河中的桑德斯上校塑像，於2009年尋獲後公開展示

肯德基爺爺詛咒（日语： Kāneru Sandāsu no Noroi */?），又稱為桑德斯上校詛咒，是一個有關日本職棒的都市傳說，也是職業運動史上的知名怪談之一。
1985年10月16日，日本職棒阪神虎擊敗養樂多燕子取得中央聯盟冠軍後，大批興奮的球迷前往大阪市的道頓堀慶祝。當時有球迷將附近肯德基餐廳外的肯德基爺爺雕像投進河中，導致雕像無法尋回。此事件發生後，阪神虎多年都無法再取得日本第一。直至2009年3月，日本政府有關部門在調查是否有第二次世界大戰時期遺留下來的炮彈時，意外地在道頓堀中發現肯德基爺爺雕像的上半身、下半身及右手，惟獨欠缺左手。儘管尋回肯德基爺爺雕像的大部份，但阪神虎自1985年起、甚至在塑像尋獲後，都未能夠再次取得「日本第一」的頭銜。因此，坊間將此兩件事情連接在一起，成為一宗都市傳說與職業運動怪談。直至38年後，阪神虎在2023年日本大賽以4勝3負擊敗歐力士猛牛，隊史第2度奪下「日本第一」。
與常見的與體育相關的詛咒相同，肯德基爺爺詛咒被用來解釋為何阪神虎連續37年無緣日本第一。一些阪神虎球迷更認為，在尋回塑像前，阪神虎將永遠不會贏得另一個日本棒球聯賽冠軍。球迷經常會把阪神虎的肯德基爺爺詛咒和美國職棒大聯盟波士頓紅襪的貝比魯斯魔咒比較，直至紅襪拿下2004年世界大賽冠軍、破解貝比魯斯魔咒為止。肯德基爺爺詛咒亦被用來恐嚇一些有意把形成肯德基雞塊獨特味道的11種藥草和香料的秘方洩漏出去的人。

## 背景

### 1985年日本大賽
阪神虎所在的近畿地方是日本第二大的都會區。其戰蹟相比起日本職棒強隊的讀賣巨人較為遜色，但不論阪神虎戰績為何，總是有大批忠實球迷湧進球場支持阪神虎。
1985年，由美國籍洋砲蘭迪·巴斯（Randy Bass）率領的阪神虎不但奪得日職中央聯盟冠軍，更在隨後的日本大賽中擊敗太平洋聯盟的埼玉西武獅，首度拿下日本一，震驚日本棒球界。該年10月16日晚上，阪神虎得到中央聯盟冠軍後，球迷便開始瘋狂慶祝，其中一些球迷聚集在大阪市道頓堀戎橋上舉行慶祝活動。當時，現場球迷大喊各阪神虎球員的名字，而每當喊到某位球員的名稱時，打扮成該位球員的球迷便跳進河中。可是，當喊到最有價值球員蘭迪·巴斯時，因為現場沒有打扮成美國人的球迷，所以他們就把附近肯德基店舖外的桑德斯上校裝飾人像投進河中（因為桑德斯上校與蘭迪·巴斯相似，都擁有鬍子，且都是美國人）。這班球迷的行動後來也就成為肯德基爺爺（桑德斯上校）詛咒的起因。
根據肯德基爺爺詛咒的內容，這衝動的慶祝活動令桑德斯上校蒙羞 ，因此上校詛咒阪神虎，在尋回他的人像前，阪神虎都別想再次拿下日本一。隨後，阪神虎球迷便開始尋找失蹤的塑像，並經常成為各種電視節目的一部分。於2009年3月，塑像的大部分被尋回，但魔咒依然還沒被解除，便有部分阪神虎球迷認為，必須把全部的塑像碎片找出來，阪神虎才會得到上校的原諒。

### 18年連敗
阪神虎在1985年日本大賽中勝出後，便開始了連續17年的黑暗期。該隊在1987年創下建隊後最低勝率，在之後15年更僅有1季攻上前段班。阪神虎在1992年及1999年排名兩度稍微上升，而為其球迷帶來希望，但他們的希望很快就被無情打碎。在這17年期間，球迷們為了打破詛咒以令阪神虎重回高峰，便多次嘗試找回塑像。球迷們找回塑像的方法包括派遣潛水員潛入道頓堀河底及疏浚河道尋找，但他們的嘗試都失敗了。球迷們亦嘗試向該肯德基餐廳的經理道歉，以平息桑德斯上校的憤怒，但阪神虎仍然被「詛咒」。

### 2003年中央聯賽之後

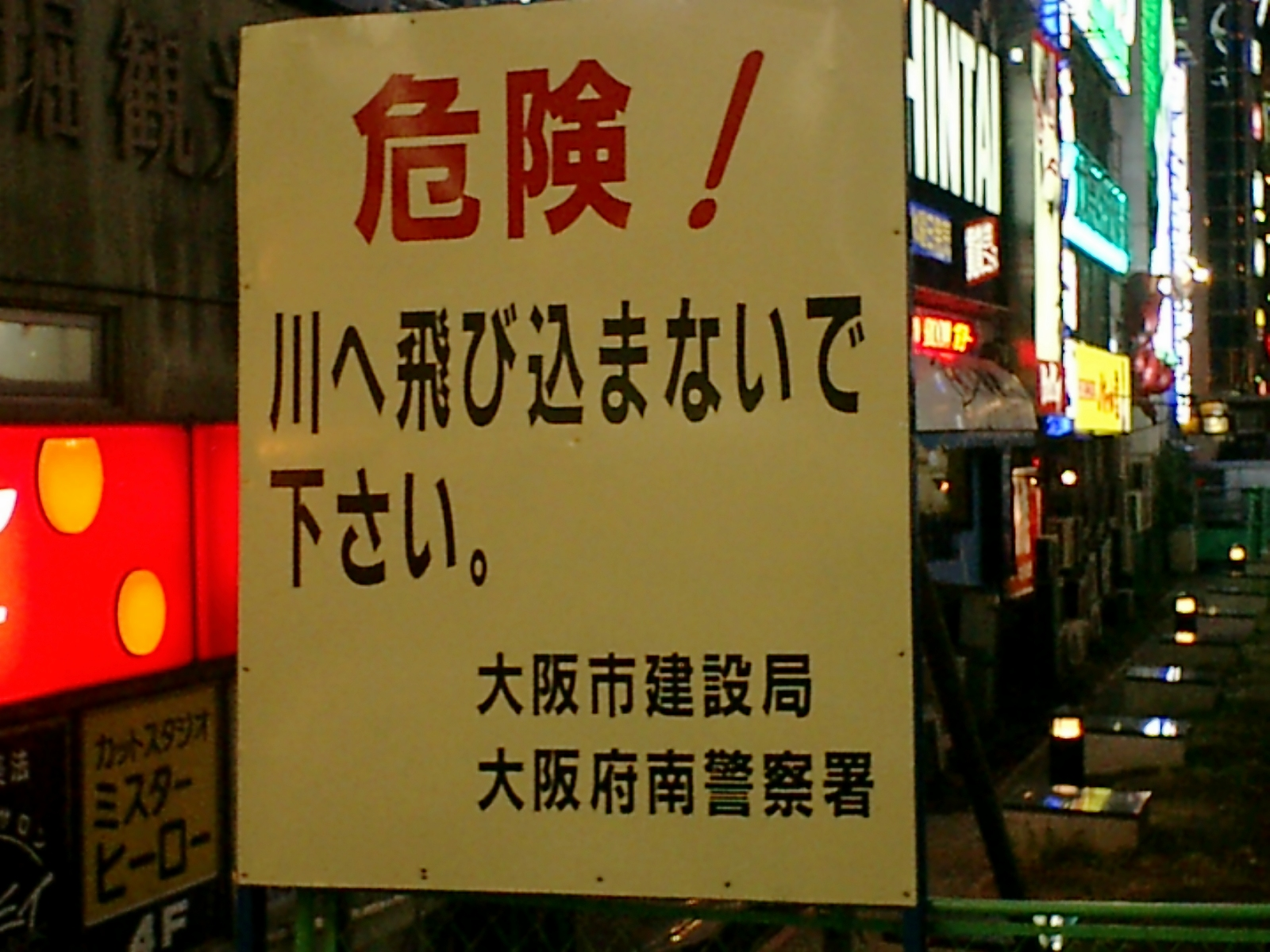
大阪市建設局、大阪府南警察署於道頓堀戎橋上放置的告示牌，寫著「危險！請勿跳河」。

2003年阪神虎的表現變得意外地強勁。他們的死對頭，讀賣巨人中的明星球員松井秀喜遠赴美國挑戰MLB，阪神虎則成功吸納剛退出德州遊騎兵的伊良部秀輝。阪神虎拿下第4座央聯冠軍，並成功晉身日本大賽。當時很多報紙推測，肯德基爺爺詛咒終於被打破；但阪神虎終究不敵福岡大榮鷹，詛咒沒有被打破。阪神虎球迷對贏得中央聯盟感到歡喜，並再次以跳進道頓堀作慶祝活動。球迷一個接一個跳河，逾5,300人。這時候，很多大阪市和神戶市的肯德基餐廳為了避免上校塑像再度遭殃，把塑像被收進店內，直至賽季結束。另一方面，道頓堀的肯德基餐廳外的上校塑像更被以螺栓固定，以防它被任何人拿起並扔進河中。
跳河的慶祝活動釀成慘劇：一位名叫串野下波的24歲的阪神虎球迷為了慶祝阪神虎在中央聯盟中的勝利跳入道頓堀，最終溺斃。所有新聞報道均指，串野溺斃的原因是他被塞在大量球迷之間，無法上水面呼吸而溺斃。為了防止未來再次發生同類事件，大阪市議會下令建造一道新的道頓堀戎橋。此橋於2004年開始建造，其設計將使球迷們更難從橋上跳進河中。2005年，阪神虎拿下隊史第5座央聯冠軍，但在2005年日本大賽遭到洋聯冠軍千葉羅德海洋直落4橫掃，而4戰加總起來的得分更是難堪的4：33，成為2ch網路鄉民的嘲諷對象。
2007年，日本職棒導入全新的季後賽制度「高潮系列賽」，用來爭奪2張日本大賽的參賽門票。新賽制實施後，阪神虎在同一年以央聯第3名進入CS，但第1輪0：2被該年日本一中日龍淘汰；2008年，阪神虎取得央聯第2名，但以1：2再度被中日龍淘汰；2009年和2013年，阪神虎先後被讀賣巨人和廣島東洋鯉魚直落2「下剋上」。前4次都是「首輪遊」後，阪神虎2014年拿下第2名，依舊得從3戰2勝的第一輪起步，不過這次虎家軍不一樣了，先直落2淘汰廣島鯉魚，更在決勝輪以4:1淘汰巨人，闖進2014年日本大賽，但最終以1：4不敵洋聯冠軍福岡軟銀鷹，使得詛咒終究延續下去。2015年，阪神虎以央聯第3名進入CS，但以1：2不敵巨人；2017年，阪神虎以央聯第2名進入CS，但在先搶下G1的情況下，遭到橫濱DeNA海灣之星逆轉下剋上。2019年，阪神虎以6連勝擠下廣島拿到央聯第3名進入CS，但在決勝輪遭分區龍頭巨人以4：1擊落。
2020年，因應2019冠状病毒病日本疫情，中央聯盟取消舉辦高潮系列賽；因此縱然阪神虎戰績為第二，仍然無緣季後賽。2021年，阪神虎開季後一路維持在央聯龍頭，甚至長時間維持七成勝率。雖然八月底、九月初曾一度掉至第三，但很快就回到領先。然而九月底遭養樂多隊超車後，雖然戰績一路緊咬至季末，最後和養樂多隊無勝差，但勝率功虧一簣（養樂多73勝52敗18和，勝率0.584；阪神77勝56敗10和，勝率0.579）。最後落在聯盟第二，並在高潮系列賽第一輪在甲子園主場遭差點掉出聯盟前三的巨人以2：0橫掃。
2022年，阪神虎開季不順，先是苦吞九連敗後，在4月14日止僅拿到1勝15敗1和，以0.063的勝率刷新日職最低紀錄。但其隨後回穩，最終以央聯第三的成績進入高潮系列賽，並在第一輪成功以下克上以2：1擊敗橫濱DeNA海灣之星隊。然而在決勝輪遭央聯龍頭養樂多以4：0橫掃。

## 詛咒解除
2023年，阪神虎隊聘請了曾在1985年奪得日本大賽的成員之一，也是上一次阪神在央聯奪冠時的主教練岡田彰布回鍋任教，他第一年就帶領球隊取得了自2005年以來睽違長達18年的中央聯賽冠軍，並在贏得了中央聯賽季後賽中連續擊敗廣島隊後，成功晉級日本大賽。在與歐力士野牛的激烈對決中，阪神隊最終在11月5日舉行的第七場比賽中取得了勝利，以4勝3負的總比分奪得了自1985年以來38年來的第二次日本冠軍。 
同一天，肯德基的官方Twitter帳號上發表了祝賀阪神奪冠的帖子，同時，國際棒球聯合會也發布了一篇題為「終結肯德基爺爺的詛咒」的文章。在社群媒體上，也出現了許多關於「詛咒解除」的貼文。 因此，阪神虎可說是正式徹底解除了持續了38年的「詛咒」。
阪神奪冠之後，當晚有大批球迷在道頓堀一帶慶祝；大阪府警察動員千名警力在該地維持秩序，不允許任何人跳入道頓堀。一名穿著肯德基爺爺服裝的男性球迷被周圍的人背起，被扔進了道頓堀川，被扔進去的球迷在大約30秒後自行游到河堤邊，然後被其他球迷合力拉上岸，安全返回。事後大阪市役所警告道頓堀水質不佳、被驗出大腸桿菌超標，呼籲民眾切勿跳河。

## 雕像

### 肯德基的反應
事件發生後，道頓堀店的肯德基爺爺雕像一度消失，但在1992年重新安裝一座新雕像，為了防止再次被盜，新雕像底座用螺栓固定。然而道頓堀店於1998年關閉。
此後，肯德基日本分公司於2003年阪神聯賽奪冠之際，在近畿地區等店鋪推出了與肯德基爺爺卡通形象合作的商品，2008年3月，位於阪神主場阪神甲子園球場內的肯德基門店開業，門店內還擺放了一尊戴著阪神毛巾和啦啦隊嗚嗚號的肯德基爺爺雕像。

### 尋回
2009年3月10日，大阪市建設局在進行中水邊整治工程中（一說在勘查是否有二戰未爆彈），雕像被發現位於道頓堀川、戎橋下游200至300米處，距南側護岸約5米，水深約2米的河底位置，當時南海辰村建設公司為慎防二戰未爆彈而派遣潛水夫調查及清除河道中的障礙物，在進行磁性探測時意外發現上校雕像的上半身，隨後用船台的起重機將其打撈上岸。
打撈人員最初誤以為是人類遺體，但很快就確認為上校雕像。此時的雕像已被污泥覆蓋，呈現灰色，眼鏡和手腕亦已脫落，但原始形狀仍保留。隨後的3月11日潛水員繼續調查，並在當天上午8點53分發現右手，上午9點左右發現下半身，並於上午11點25分左右將前一天發現的上半身與下半身連接在一起，確認為同一雕像。在發現下半身和右手後，眼鏡、雙腳腕和左手仍未能尋回，潛水員繼續仔細搜索周邊範圍，但由於成功率極低（可能被水流沖走），因此50分鐘後即終止搜索。
根據肯德基日本的說法，截至2009年3月，全國分店並未有通報雕像的失蹤事件，並根據雕像的外觀和發現地點等因素，確認為當時投擲的雕像。關於雕像的處理，儘管最初的所有權屬於道頓堀店，但由於該店已經倒閉，肯德基日本與大阪市進行了磋商，於同年3月11日決定將雕像歸還給肯德基日本，並於3月13日交給了肯德基日本總裁。雕像經專家檢查和最小限度的修復後，將在大阪市內的一個保安公司的金庫中暫時保管。失蹤的眼鏡採用投擲之前使用量產雕像的同款框架，是透1990年前後負責製造雕像的日本福井縣鯖江市的製造商取得，並由鯖江市和福井縣眼鏡協會贈予給了日本法人。
日本法人表示，雕像返還後將於2009年3月15日播出的《偵探！夜挖黃金》節目中登場，之後計劃在甲子園球場內的店鋪展出，春季規劃於甲子園歷史館展出。曾任1985年時阪神虎隊教練的吉田義男表示：「聽說找到了雕像，我覺得『歷史終於結束了』」。

### 後續
2009年6月25日，與肯德基日本舉辦的「感謝雞肉節」同時進行，由NPO文化財產保存支援機構進行修復後的雕像在住吉大社進行了公開展示，並被重新命名為「歡迎回來！上校」。 同年8月，雕像在大阪市舉辦的「水都大阪2009」活動中展出。
先前在甲子園歷史館展出的計劃因未收到歷史館的許可通知，同時也考慮到雕像外觀採自肯德基公司創始人哈蘭·桑德斯，於是於2009年12月17日決定退出舞台。隨後，決定將雕像展示在最靠近甲子園球場的阪神甲子園店（位於阪神電氣鐵道甲子園車站前。在甲子園球場內還有一家「甲子園球場店」）。自2010年3月19日開始，雕像在此進行了常設展示，但在2012年1月16日至5月19日期間，作為奈良大學博物館的策展展覽之一，雕像被借出作為保存修復物的一部份。
2013年3月，雕像搬遷至日本肯德基控股公司總部，隨後，於2017年日本肯德基總部遷至神奈川縣橫濱市之際，移至位於大阪市的日本肯德基關西辦公室，並在辦公室內進行了展示。 2013年搬遷後，雕像不再對外公開展示，但截至2023年，再次對外公開的可能性正在探討之中。然而，同時也指出，由於雕像出現了裂縫等嚴重老化問題，未經修復將難以進行進一步的搬遷。
2024年3月19日，日本肯德基宣布，在大阪市的住吉大社進行了對肯德基雕像的人形供養法會（廢棄），其理由是雕像的老化問題日益嚴重，保管工作已無法繼續進行。

## 外部連結
- 尋回的上校塑像上半身 （页面存档备份，存于）
- 尋回的上校塑像全身 （页面存档备份，存于）